# Richard Dillane
Richard Dillane (Kent, 1964) è un attore britannico.

## Biografia
Dillane nasce nel Kent e cresce vicino a Londra con suo fratello Stephen (anche lui attore). Sua madre è inglese e suo padre è nato in Australia da genitori irlandesi. Si laurea in filosofia all'Università di Manchester e vive in Australia per dieci anni, lavorando nel rafting come guida, anche come attore e regista.

### Carriera
Nel 2020, appare in un ruolo principale della serie Netflix Young Wallander, basata sul personaggio Kurt Wallander creato dal romanziere Henning Mankell. Interpreta l'agente dei servizi segreti Peter Nicholls nel thriller politico di Ben Affleck del 2012 Argo, e Merv Humphreys, marito di Margaret Humphreys (interpretata da Emily Watson) nel film basato sui fatti di Jim Loach Oranges and Sunshine. È stato Wernher von Braun nel docudrama televisivo della BBC Space Race, Nero nella commedia Paul di Howard Brenton al National Theatre of Great Britain ed è apparso diverse volte come Stephen Maturin negli adattamenti radiofonici della BBC dei romanzi di Patrick O'Brian e John le Carré. Altre interpretazioni di Dillane includono The Dark Knight, Mindscape con Mark Strong, The Dinosaur Project, The Edge of Love, The Jacket, Tristan & Isolde (2006),  e come ultimo amante di Cole Porter, Bill Wrather nel film biografico di Irwin Winkler De-Lovely - Così facile da amare, interpretato da Kevin Kline. Recenti lavori televisivi includono Giri/Haji, The Last Kingdom, Peaky Blinders, Counterpart, Outlander, The Last Post, e Star Wars: Andor. Nel 2015, ha interpretato il Duca di Suffolk nella serie TV della BBC Wolf Hall, e nel 2016 è apparso nel ruolo principale di DCI Michael Waite in un doppio episodio della serie TV della BBC Silent Witness. 
Prima di questo, ha interpretato il capitano del robot di giustizia Teselecta in due episodi di Doctor Who ("Let's Kill Hitler" e "The Wedding of River Song"), la spia canaglia John Richardson in Spooks (2007), il truffatore australiano Graham Poole in Hustle, il fotografo e vecchia fiamma Miles Brodie in Cold Feet, l'elegante tossicodipendente Theodore Platt nel primo episodio di Lewis e il consulente relazionale Ben in Men Behaving Badly, così come i personaggi regolari Sean Anderson in Casualty, e il sergente australiano Brad Connor nella serie ITV Soldier Soldier. 
Sul palcoscenico, Dillane si è esibito al National Theatre of Great Britain di Londra e alla Royal Shakespeare Company di Stratford-upon-Avon. Nel 2000, è stato il 1º duca di Suffolk nelle produzioni di Michael Boyd vincitrici dell'Olivier Award di Enrico VI parti 1, 2 e 3 a Stratford, Londra e Michigan. Ha interpretato Amleto a Perth, Australia, diretto da Ray Omodei. È anche un attore radiofonico e un doppiatore. 

### Vita personale
Il suo saggio "Making Sense of "To be, or not to be"", sul soliloquio di Amleto, è stato pubblicato su Shakespeare e Montaigne. È sposato con l'attrice scozzese Jayne McKenna e vivono a Brighton, nell'East Sussex. Si sono sposati nel 2005 e hanno avuto tre figli, tutti maschi, Austin, Murray e Ray.

## Filmografia

### Cinema
- Wing Commander - Attacco alla Terra (Wing Commander), regia di Chris Roberts (1999)
- De-Lovely - Così facile da amare (De-Lovely), regia di Irwin Winkler (2004)
- The Jacket, regia di John Maybury (2005)
- Tristano & Isotta (Tristan & Isolde), regia di Kevin Reynolds (2006)
- The Edge of Love, regia di John Maybury (2008)
- Il cavaliere oscuro (The Dark Knight), regia di Christopher Nolan (2008)
- Oranges and Sunshine, regia di Jim Loach (2010)
- The Lost Dinosaurs (The Dinosaur Project), regia di Sid Bennett (2012)
- Argo, regia di Ben Affleck (2012)
- Mindscape, regia di Jorge Dorado (2013)
- Dead in Tombstone, regia di Roel Reiné (2013)
- La grande passione (United Passions), regia di Frédéric Auburtin (2014)
- L'ultimo Vermeer (The Last Vermeer), regia di Dan Friedkin (2019)
- The Show, regia di Mitch Jenkins (2020)
- La battaglia dimenticata (De Slag om de Schelde), regia di Matthijs van Heijningen Jr. (2020)
- Monaco - Sull'orlo della guerra (Munich – The Edge of War), regia di Christian Schwochow (2021)

### Televisione
- Soldier Soldier – serie TV, 10 episodi (1995)
- Heartbeat – serie TV, episodio 7x13 (1997)
- Men Behaving Badly – serie TV, episodio 6x05 (1997)
- Salomone (Solomon), regia di Roger Young – miniserie TV (1997)
- The Grand – serie TV, episodio 2x06 (1998)
- Verdict – serie TV, episodio 1x01 (1998)
- Cold Feet – serie TV, episodi 3x04-3x05 (2000)
- Jean Moulin, une affaire française, regia di Pierre Aknine – miniserie TV (2003)
- Red Cap – serie TV, episodio 1x04 (2003)
- Adventure Inc. – serie TV, episodio 1x17 (2003)
- Spartaco - Il gladiatore (Spartacus), regia di Robert Dornhelm – miniserie TV (2004)
- Space Race – serie TV, 4 episodi (2005)
- Hustle - I signori della truffa (Hustle) – serie TV, episodio 3x06 (2006)
- Casualty – serie TV, 29 episodi (2007-2010)
- Waking the Dead – serie TV, episodi 6x07-6x08 (2007)
- Lewis – serie TV, episodio 1x02 (2007)
- Roma (Rome) – serie TV, episodio 2x10 (2007)
- Spooks – serie TV, episodio 6x07 (2007)
- Poirot (Agatha Christie's Poirot) – serie TV, episodio 11x01 (2008)
- Moonshot - L'uomo sulla luna (Moonshot), regia di Richard Dale (2009)
- Doctor Who – serie TV, episodi 6x08-6x13 (2011)
- DCI Banks – serie TV, episodi 2x03-2x04 (2012)
- L'ispettore Barnaby (Midsomer Murders) – serie TV, episodio 15x06 (2013)
- Foyle's War – serie TV, episodio 7x03 (2013)
- Atlantis – serie TV, episodio 1x03 (2013)
- Vera – serie TV, episodio 4x03 (2014)
- New Tricks - Nuove tracce per vecchie volpi (New Tricks) – serie TV, episodio 11x02 (2014)
- Wolf Hall – serie TV, 10 episodi (2015-2024)
- Partners in Crime – serie TV, episodi (2015)
- Il giovane ispettore Morse (Endeavour) – serie TV, episodio 3x02 (2016)
- Testimoni silenziosi (Silent Witness) – serie TV, episodi 19x03-19x04 (2016)
- Peaky Blinders – serie TV, episodio 3x01 (2016)
- Poldark – serie TV, episodio 2x02 (2016)
- Berlin Station – serie TV, episodio 1x01 (2016)
- The White Princess, regia di Jamie Payne e Alex Kalymnios – miniserie TV (2017)
- The Last Post – serie TV, 6 episodi (2017)
- Outlander – serie TV, episodi 3x09-3x10 (2017)
- Counterpart – serie TV, episodio 2x03 (2018)
- Il était une seconde fois, regia di Guillaume Nicloux – miniserie TV (2019)
- Strike Back – serie TV, episodi 7x08-7x10 (2019)
- Giri / Haji - Dovere / Vergogna (Giri/Haji) – serie TV, episodio 1x03 (2019)
- The Last Kingdom – serie TV, 4 episodi (2020)
- Betaal – serie TV, 4 episodi (2020)
- Il giovane Wallander (Young Wallander) – serie TV, 6 episodi (2020)
- L'amore e la vita - Call the Midwife (Call the Midwife) – serie TV, episodi 10x01-10x02 (2021)
- L'ispettore Dalgliesh (Dalgliesh) – serie TV, episodi 1x01-1x02 (2021)
- Padre Brown (Father Brown) – serie TV, episodio 9x10 (2022)
- Andor – serie TV, 7 episodi (2022-2025)
- The Crown – serie TV, episodio 5x06 (2022)
- Pennyworth – serie TV, 5 episodi (2022)
- The Diplomat – serie TV, 4 episodi (2023-2024)

## Doppiatori italiani
Nelle versioni in italiano delle opere in cui ha recitato, Richard Dillane è stato doppiato da:
- Francesco Prando in Doctor Who, The White Princess, L'amore e la vita - Call the Midwife
- Fabrizio Pucci ne Il giovane Wallander, The Diplomat (st. 2)
- Riccardo Rossi in Salomone
- Claudio Sorrentino in Tristano & Isotta
- Pierluigi Astore in The Edge of Love
- Massimo Lodolo in The Lost Dinosaurs
- Alberto Bognanni in La grande passione
- Gerolamo Alchieri in Outlander
- Ambrogio Colombo ne La battaglia dimenticata
- Massimo Lopez in Monaco - Sull'orlo della guerra
- Stefano Oppedisano in The Diplomat (st. 1)
- Guido Ruberto in The Crown
- Franco Mannella in Andor